# ミリ・ベン・アリ
ミリ・ベン・アリ（Miri Ben-Ari、本名：不明、1978年 - ）は、イスラエル、テルアビブ出身の女性ヒップホップ・ヴァイオリニスト。

## 概要

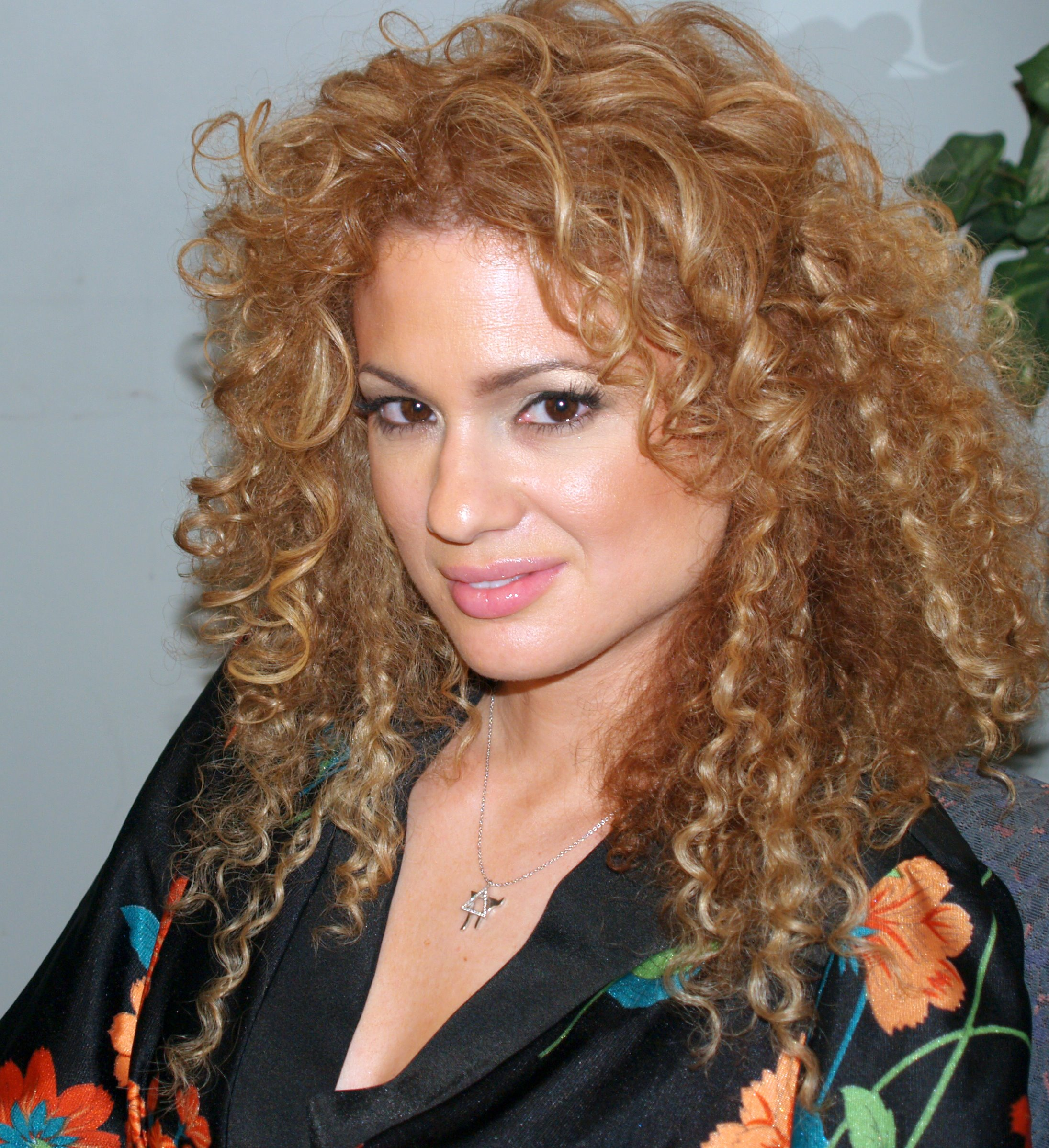
Miri Ben-Ari
photo: David Shankbone

アイザック・スターンやユーディ・メニューインの奨学金で6歳の頃にヴァイオリンを購入、イスラエル軍の楽団に帯同しながら音楽の腕を磨く。
ニューヨークにジャズの勉強のために留学。ベティ・カーター（Betty Carter）やウィントン・マルサリス（Wynton Marsalis）を師と仰ぎ（その後両者はアルバムやライブでも競演）、モータウンと契約し初のジャズアルバムを『Sahara』をリリース。その後ウイントン・マルサリスと競演したアルバム『Song Of The Promised Land』をリリース。
ブルーノートのライブ等に参加しつつ、中東の平和と反戦を歌った曲、ワン・ワールドの『Peace In The Middle Of East』をプロデュース。2001年にはヒップホップアーティストのフージーズのワイクリフ・ジョンと初めて競演。
その後ジェイ・Zのライブにバックバンドとして参加。共に2005年リリースのカニエ・ウェストのアルバム『ザ・カレッジ・ドロップアウト』やトゥイスタの『Kamikaze』に参加し、プロモーションビデオやライブで軽快なヴァイオリンの音を響かせた。
2005年にはヒップホップ・ヴァイオリニストとして初のアルバム『The Hip-Hop Violinist』をリリースした。

## ディスコグラフィ

### アルバム
- サハラ - Sahara（1999年）
- テンプル・オブ・ビューティフル - Temple Of Beautiful（2003年）
- ザ・ヒップホップ・バイオリニスト - The Hip-Hop Violinist（2005年）

### シングル
- サンシャイン・トゥ・ザ・レイン - Sunshine to the Rain（2005年）
- ウイ・ゴナ・ウィン - We Gonna Win（2005年）

他多数MIXCDや未正規品が多数リリースされている。